# 大学への数学 (研文書院)
大学への数学（だいがくへのすうがく）は、研文書院が発行していた大学受験での数学を取り扱う参考書である（発行時期:1960年代から2013年）。

## 概要
東京出版の同名の月刊誌と区別して、黒い装丁のカバーから黒大数（くろだいすう）と略称される。
前身として1950年代には研文社から「東大の幾何」「東大の解析I」「東大の解析II」が出版されていた。
1960年代から学習指導要領の改定に合わせて書名は変遷があるものの「大学への数学シリーズ」として2013年まで発行された。
2013年8月31日で発行元の研文書院が出版、販売の業務を終えるのにともない、2013年6月の時点で、購入は書店と研文書院の在庫分限りとなり、本書の新規の納品は行われていない。以後絶版である。
執筆陣は東京大学名誉教授の藤田宏を中心として、長岡亮介・長岡恭史など。
本書の絶版後、著者の一人長岡亮介は2015年入試以降の課程用に旺文社から大学受験参考書「総合的研究シリーズ」の数学分野で執筆。研文書院版大学への数学の理想に近い体裁の参考書として上梓した。ただし同シリーズは長岡の個人色が大きく出ている。
また藤田宏は文英堂シグマベスト理解しやすい数学シリーズの編著者として同書を上梓した。

## 書誌情報
2015年の大学入試実施以後には対応がなされなかった。そのまま絶版となった。

### 2000年代版
- 『大学への数学I』
- 『大学への数学A』[2]
- 『大学への数学II&B』
- 『大学への数学III&C』
- 『大学への数学スペシャル』(東大・東工大)

### 1990年代版
- 『大学への数学I&A』
- 『大学への数学II』
- 『大学への数学B』
- 『大学への数学III&C』
- 『大学への数学I ニューアプローチ』
- 『大学への数学II ニューアプローチ』
- 『大学への数学A ニューアプローチ』
- 『大学への数学B ニューアプローチ』
- 『大学への数学III&C ニューアプローチ』

### 1980年代版
途中で表紙の印刷が変わっている。
- 『大学への数学I』
- 『大学への基礎解析』
- 『大学への代数・幾何』
- 『大学への微分・積分』
- 『大学への確率・統計』
- 『大学への数学Iエレメンツ』
- 『大学への上級問題集数学I』
- 『大学への上級問題集基礎解析』
- 『大学への上級問題集代数・幾何』
- 『大学への上級問題集微分・積分』
- 『大学への数学公式集』
- 『大学への数学I ニューアプローチ』
- 『大学への基礎解析 ニューアプローチ』
- 『大学への代数・幾何 ニューアプローチ』

### 1970年代版
- 『大学への数学I』
- 『大学への数学IIB』
- 『大学への数学III』

### 1960年代版
- 『大学への幾何』[注釈 1]
- 『大学への解析1』
- 『大学への解析2』